# Junkies
A Junkies egy 1993-ban alakult magyar punkegyüttes.

## Története
Az együttest a Jack Daniel's zenekarból kivált Somogyi Csaba gitáros alakította Csordás Tibor (ex-White Rose, később Fiesta) énekessel, Barbaro Attila gitárossal. Előbb a New Jack Daniel's nevet választották, majd a Junkiest. Az első felállásban még Demők Péter basszusgitározott és Gürtler Zsolt dobolt, de hamarosan már az Egyesült Államokból hazatérő Riki Church és Somogyi "Jódli" József (ex-Jack Daniel's) alkotta a ritmusszekciót. 1993-ban, az alapítás évében léptek fel először a Sziget Fesztiválon. Első albumuk az Aréna kiadónál jelent meg 1994-ben (Rock 'N' Roll) címmel.
Miután Barbaro és Church inkább a punkos vonalat erősítették volna, 1994 júniusától zenei nézeteltérések miatt Csordás Tibor helyett Szekeres András lett az énekes. (A zenekar ma már innentől számítja a létezését.) A következő év elején a Vesztettél című dalukra saját zsebből forgattak klipet, ami az akkoriban működő A3 televíziócsatornán többször látható volt. Júniusban Csordás után egy másik alapító, Somogyi Csaba is távozott, a zenekar viszont szerződést kötött a szombathelyi LMS kiadóval, és októberben megjelent a Káros az egészségre album.
Ettől kezdve a Junkies egyre nagyobb közönség előtt játszott, rajongótáboruk országszerte folyamatosan nőtt. Ennek köszönhetően a multinacionális Warner lemezkiadó magyar leányvállalata leszerződtette az együttest, és a következő album, a Nihil már a Warner-Magneoton gondozásában jelent meg 1997 nyarán. (A kiadó egy évvel később a Káros az egészségre lemezt is megjelentette CD-n.)
Az együttes a lemez sikerének köszönhetően másfél éven át folyamatosan koncertezett. 1999 januárjában Jódli távozott, amivel kezdetét vette az állandó tagcserék sora a dobok mögött. 1999-ben a Tabu című új lemezük megjelenését követően a Sziget fesztivál nagyszínpadán játszottak, majd novemberben a Petőfi Csarnokban adtak önálló, születésnapi koncertet.
2001 elején Bernhard Hahn német producerrel vették fel az SX7 nagylemezt, amely áprilisban jelent meg. Ezután a Junkies kétévente új stúdióalbummal jelentkezett (Hat 2003, Szép új világ 2005), punk rock stílusukba egyre több pop-dallam keveredett. Lemezeiket rendre Fonogram-díjra jelölték. 2006-ban aranylemezt kaptak a majd tíz évvel korábban megjelent Nihil album tízezer eladott példánya után, valamint Bánfalvi Ákos tollából megjelent a Nagy mesekönyv, ami a Junkies történetét mutatja be.
A Degeneráció című albumuk megjelenését 2007-re tervezték, de a 2006-ban csatlakozott Schvéger Zoltán dobos lábtörése késleltette a felvételek megkezdését. A nagylemez végül 2009-ben jelent meg. Az albumon is szereplő Rockandrollból ötös című szám a magyar Music Television azonos című műsorának főcímdala volt.
2010. április 16-án Schvéger Zoltán egészségügyi okok miatt kilépett a zenekarból, helyét Keresztes Viktor vette át.
2020. június 21-én a zenekar és Riki Church basszusgitáros útjai kettéváltak, a Junkies 2020. augusztus 29-én jelentette be nyilvánosan utódját, Gravel Shores (Czakó Dániel) személyében,aki addig a zenekar technikusa (roadja) volt.
2023. február 24-én 53 éves korában, rövid, súlyos betegség után meghalt Riki Church.

## Elismerések
A Junkies együttes SX7 című albumát 2002-ben Arany Zsiráf díjra (későbbi Fonogram díj) jelölték.
A zenekart 2006-ban Arany nyíl díjra jelölték az Év zenekara kategóriában, dobosát, Bonyhádi Bálintot pedig az Év dobosa címre. 2001-ben Szekeres András Arany nyíl-díjat kapott az Év énekese címmel, 2004-ben pedig a zenekart díjazták, az Év koncertje kategóriában.
2013-ban Mi van veled? Semmi? album Fonogram-díjat nyert, ezen kívül 2010-ben a Degeneráció című albumot, 2020-ben pedig a Negyedszázad kockázat és mellékhatás albumot is jelölték erre a díjra, Az év hazai hard rock vagy metal albuma kategóriában.

## Diszkográfia

### Nagylemezek
- Rock ’N’ Roll (1994)
- Káros az egészségre (1995)
- Nihil (1997)
- Tabu (1999)
- SX7 (2001)
- Hat (2003)
- Szép új világ (2005)
- Degeneráció (2009)
- Mi van veled? Semmi? (2012)
- Félelem és reszketés Budapesten (2014)
- Buli volt, buli van, buli lesz! (2016)
- Kézműves Junkies (2021)
- Vészharang (2024)

### Válogatások
- Váll-Lógatás (2004)

### Albumok újravett dalokkal
- Negyedszázad kockázat és mellékhatás (2019)
- Káros az egészségre 25 (2020)
- Tabu 25 (2025)

### Videók
- Hét év idilli nihil (2001)
- X. születésnapi Junkies Koncert (2004)
- Rock'n Rollból 15-ös (2009)